# Filón (geología)

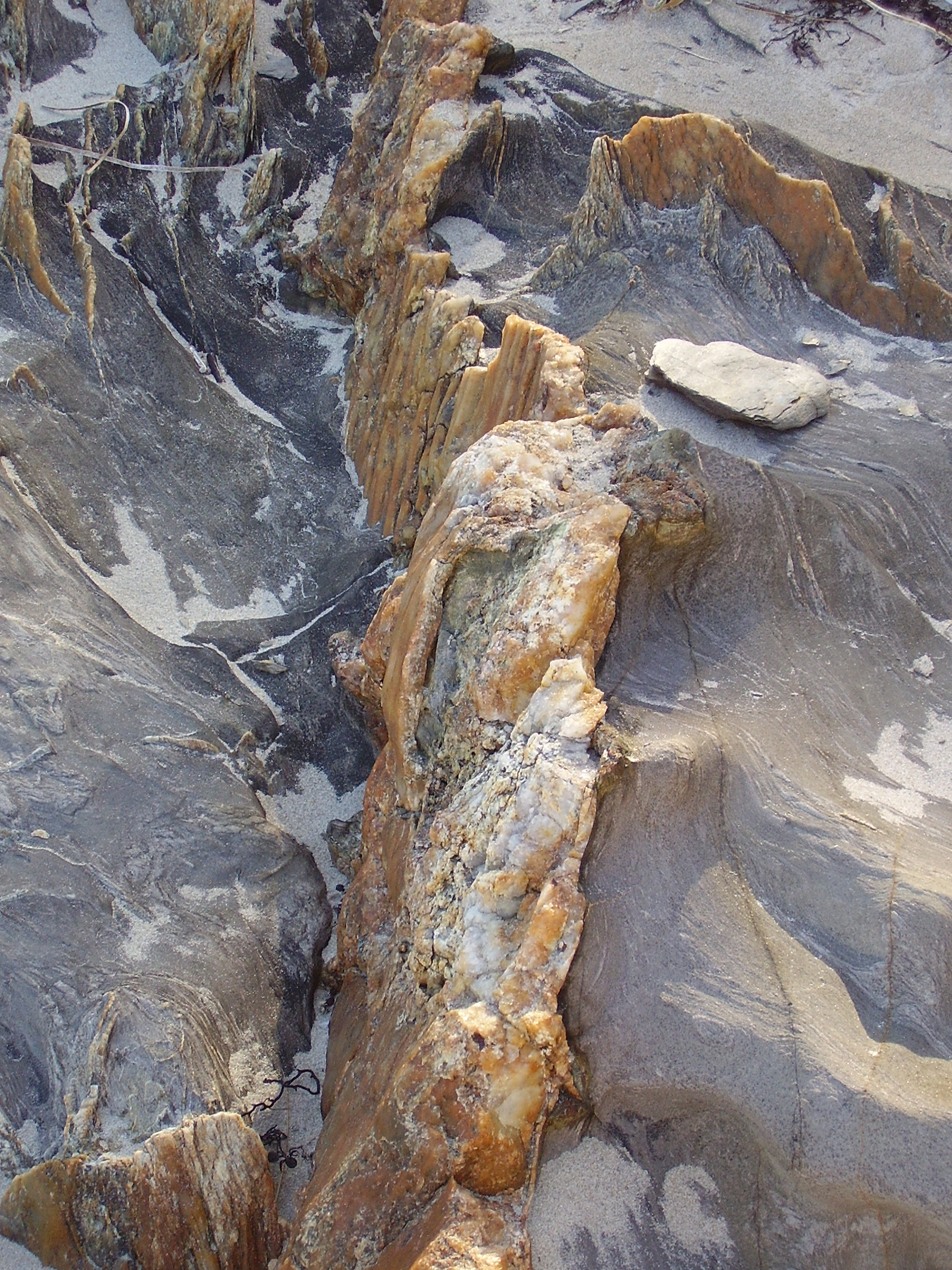
Un filón de cuarzo proveniente de rocas meteorizadas

Un filón, veta o vena es el relleno de minerales que ha colmado una fisura en la corteza terrestre. 

## Morfología
Las dos paredes de una falla, o la diaclasa que contiene el filón, se llaman hastiales; el superior constituye el techo y el inferior el muro. La caja, nombre dado al material del filón, se halla muchas veces aislada de ambas paredes por una capa delgada que constituye la salbanda. La potencia (espesor) del filón puede alcanzar decenas de metros; generalmente va disminuyendo hacia sus extremos hasta reducirse, en ciertos casos, a unos milímetros. También la longitud es muy variable, ya que con frecuencia es de unas decenas de metros, pero se conocen casos en que pasa de los 100 km. Un filón suele seguir una dirección aproximadamente rectilínea, a lo largo de la cual su buzamiento (inclinación) experimenta muchas variaciones, según los terrenos atravesados. Por lo general a una inclinación muy pronunciada corresponde una potencia mayor que la que se observa en los tramos más o menos horizontales, ya que en este último caso el techo tiende, por gravedad, a acercarse al muro, adelgazándose y hasta estrangulándose la vena.

## Formación
Trátese de vapores o de agua, el proceso de abandono de los minerales en la fisura es extremadamente lento: son varios los años requeridos para que se forme en el filón un espesor de un solo milímetro. Dado este ritmo, se puede suponer que las fisuras que contienen los filones, especialmente los de mucha inclinación, se han ido ensanchando con el tiempo. En efecto, al formarse una diaclasa o una falla de cierta anchura, la cavidad no puede permanecer vacía durante millares de años, pues no tarda en ser rellenada por derrubios caídos por gravedad y por materiales arrastrados por las aguas (sedimentos, fangos, etcétera). Es fácil concluir, por consiguiente, que una fisura poco importante, ya rellenada por mineralización mediante sucesivas sacudidas del terreno, ha ido sufriendo pequeños ensanchamientos sucesivamente rellenados. El aspecto de muchos filones confirma esa suposición.
En muchos casos, aquellos escombros producidos por el derrumbe de las paredes de la falla constituyen una masa importante en cuyos intersticios se ha producido la mineralización anteriormente descrita. Una especie de brecha se forma a partir de aquella cementación: de ahí el calificativo de brechoides que se aplica a los filones. A veces subsisten cavidades, las drusas, generalmente revestidas por hermosos cristales. Existen, por último, filones que son el resultado del relleno de la fisura con basalto u otros magmas fluidos.